# Mycocaliciomycetidae
Mycocaliciomycetidae Tibell – podklasa Eurotiomycetes – grzybów z typu workowców (Ascomycota).

## Systematyka
Pozycja w klasyfikacji według Index Fungorum: Mycocaliciomycetidae, Eurotiomycetes, Pezizomycotina, Ascomycota, Fungi.
Według aktualizowanej klasyfikacji Index Fungorum bazującej na Dictionary of the Fungi podklasa Mycocaliciomycetidae to takson monotypowy z jednym tylko rzędem:
- rząd Mycocaliciales Tibell & Wedin 2000 
  - rodzina Mycocaliciaceae A.F.W. Schmidt 1970
  - rodzina Sphinctrinaceae M. Choisy 1950